# Dallasaurus
Dallasaurus (Bell y Polcyn, 2005) es un género basal de mosasáurido del Cretácico Superior de América del Norte. La descripción del género se basa en dos esqueletos parciales, recuperados de un manto de pizarra cretácica de la época turoniana, situado en Arcadia Park, Dallas (Texas), a unos 15 metros del contacto de esta placa con otra de piedra caliza denominada Kamp Ranch, famosa esta última porque de allí se extrajeron ejemplares de Russellosaurus.

## Hallazgo y nombramiento
La muestra catalogada como el holotipo de la especie, identificada bajo el código TMM 43209-1 del Texas Memorial Museum dependiente de la Universidad de Texas en Austin, está formada por un cráneo desarticulado e incompleto, junto con una porción considerable del esqueleto postcraneal. Por su parte, la segunda muestra (identificada bajo el código DMNH 8121-8125, 8143-8149 y 8161-8180 del Museo de Historia Natural de Dallas) carece de restos craneanos, componiéndose enteramente de restos postcraneales desarticulados.
Los estratos en los que se encontraron estos fósiles fueron expuestos temporalmente durante unas excavaciones para construir viviendas, y ambos sitios se han vuelto a enterrar por la construcción. Los dos especímenes fueron descubiertos a unos 100 metros el uno del otro; el primero fue encontrado por un coleccionista aficionado, Van Turner, en homenaje de quien la especie recibió su nombre. El género lleva el nombre del Condado de Dallas, donde se encontraron ambos especímenes (Dallasaurus turneri: "lagarto de Dallas de Turner").

## Descripción

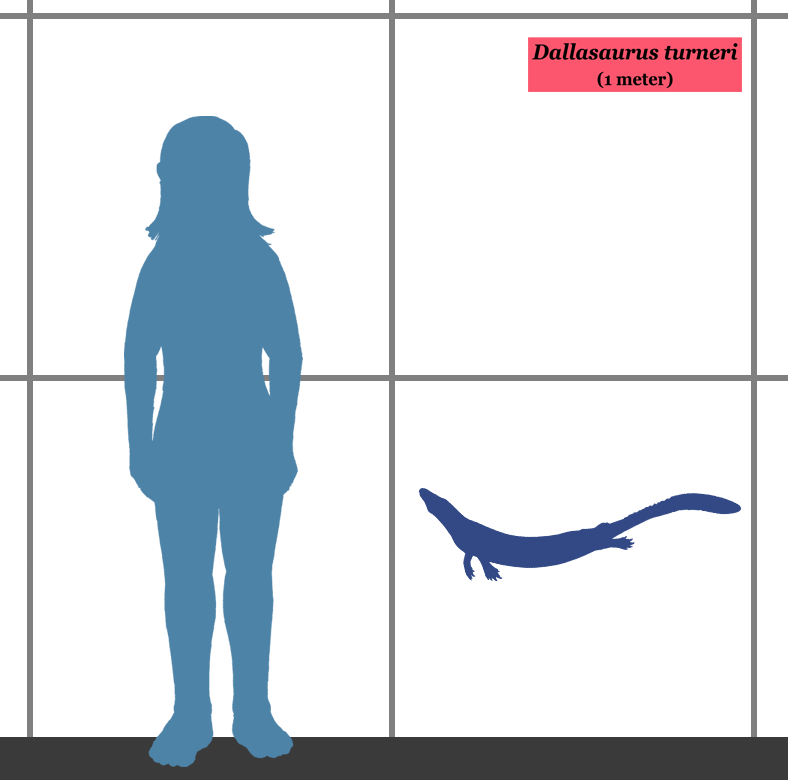
Tamaño estimado, comparado a un ser humano.

Junto con Russellosaurus, Dallasaurus es uno de los dos taxones de mosasaurios más antiguos hasta ahora conocidos de América del Norte. A diferencia de otros mosasáuridos gigantescos, como Tylosaurus y Mosasaurus propiamente dicho, Dallasaurus  era similar a su pariente vivo más cercano, el dragón de Komodo, de menos de un metro de longitud.
Bell y Polcyn (2005) utilizaron el término "plesiopedálidos" (en inglés, "plesiopedal") para indicar un grado conservador de adaptación ecológica, caracterizado por el pequeño tamaño, cola ligeramente modificada para nadar, y las extremidades relativamente plesiomórficas. Esto los distancia de los otros mosasáuridos. Los plesiopedálidos tienden a ser lagartos relativamente pequeños, con patas en las que los elementos propodiales (húmero, cúbito y radio) son alargados, constituyendo por lo general la mitad o más de la longitud total de la parte ósea de las extremidades. En cambio, en los mosasáuridos que los autores llaman hidropedálicos (en inglés, "hydropedal") los elementos propodiales se han acortado considerablemente, no superando nunca la mitad del largo total de las extremidades.
Muy probablemente, los mosasáuridos hidropedálicos eran totalmente acuáticos, mientras que los mosasáuridos plesiopedálicos todavía eran capaces de alternar entre el medio acuático y el terrestre porque sus extremidades les permitían la locomoción por el suelo firme. Así que puede pensarse que el Dallasaurus llevó un estilo de vida anfibio.
En este pequeño mosasáurido se encontraron una serie de apomorfias: los dientes posteriores maxilares fuertemente recurvados hacia atrás, ligeramente de forma errónea en la corona y que llevan únicamente carenas posteriores que están ligeramente desplazadas lateralmente; arco neural del hueso atlas mediolateralmnte comprimido, pero no achatado en su base, las superficies del cóndilo irregular en forma de ocho; las vértebras cervicales sobresalen por debajo del nivel del borde ventral del centrum, fosa corta y ancha excavada inmediatamente por debajo del borde ventral del cotilo de por lo menos una vértebra cervical media; terminan en proyecciones a corto de longitud irregular.

## Clasificación

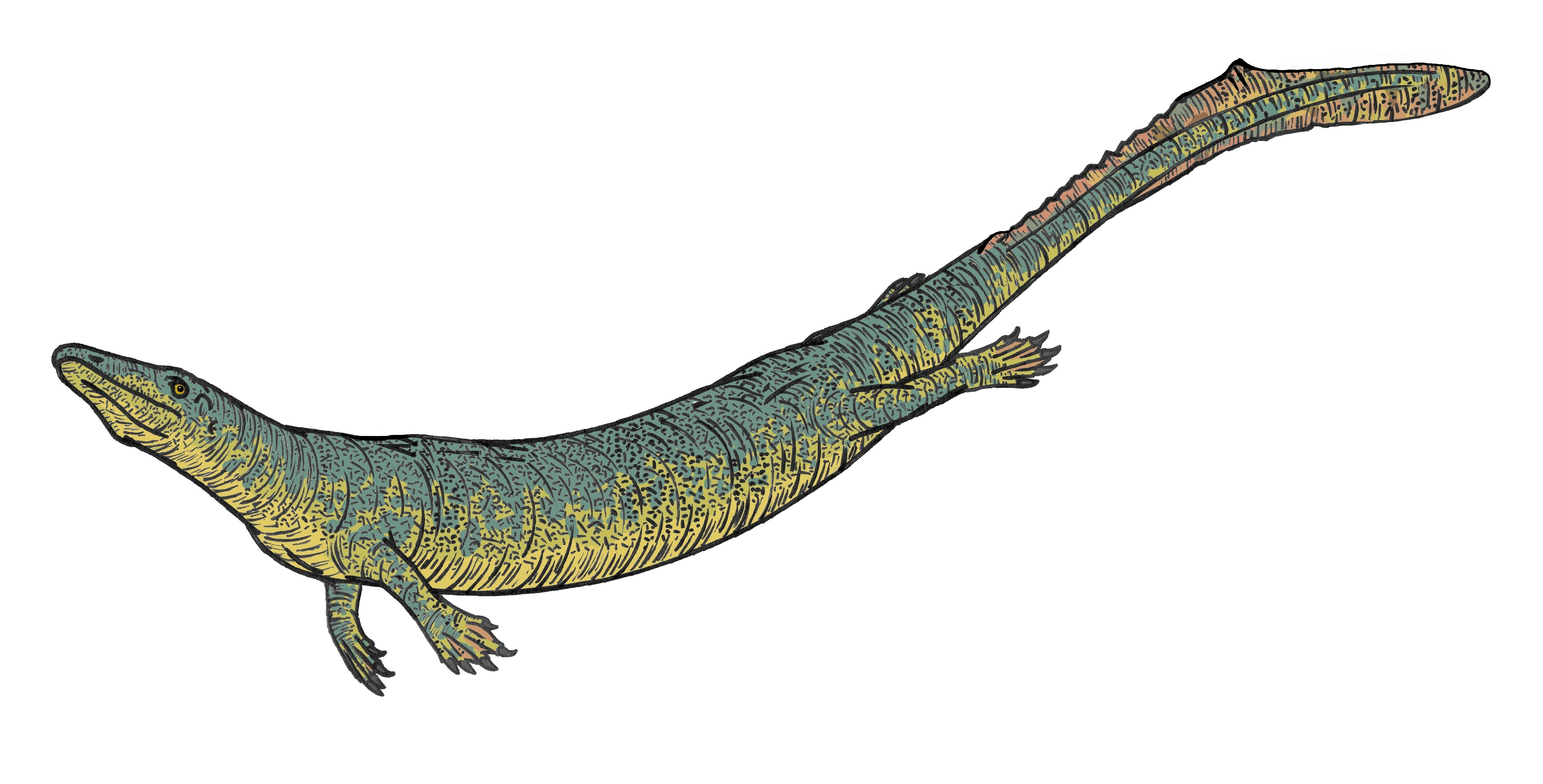
Recreación.

Bell y Polcyn (2005, 188-190) han llevado a cabo un análisis cladístico de Dallasaurus, concluyendo que este taxón debe ser colocado dentro de la subfamilia Mosasaurinae, "bien dentro de la familia Mosasauridae", y que, a pesar de su condición plesiopedal no debe situarse en la parafilética familia Aigialosauridae, a pesar de su pequeño tamaño y el "primitivo" estado de sus extremidades.
Dallasaurus es entonces un taxón emparentado con otros mosasáuridos derivados, tales como Clidastes, Prognathodon, Mosasaurus y Plotosaurus. En la prensa popular, Dallasaurus ha sido aclamado como un "eslabón perdido" uniendo sus antepasados terrestres a los mosasaurios plenamente acuáticos.